# Liste der Codices Palatini germanici 200–299

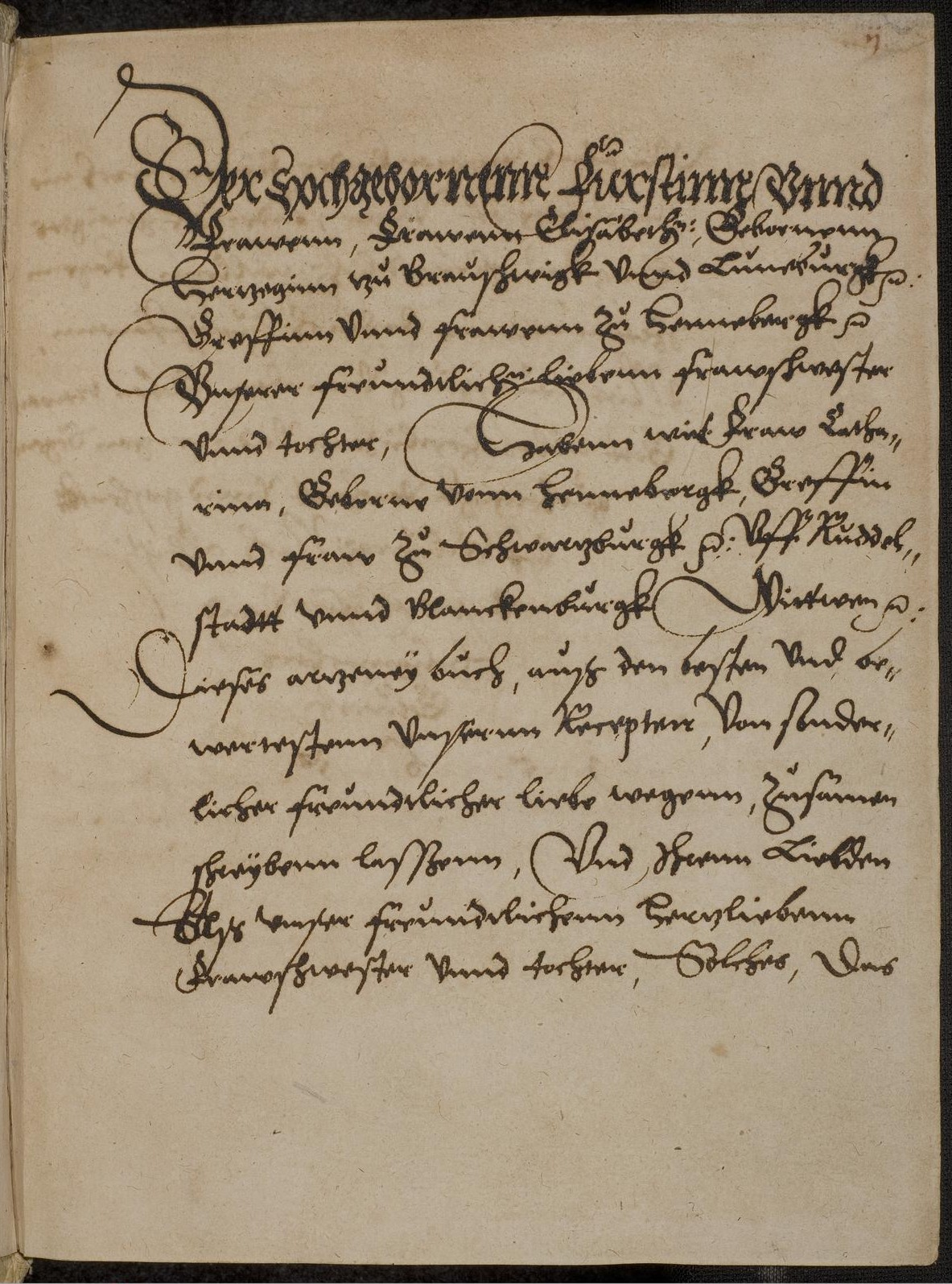
Cod. Pal. germ. 200, Blatt 2r, Widmung

Diese Liste der Codices Palatini germanici gibt einen Überblick über die Handschriften 200–299 der insgesamt 848 Codices Palatini germanici (Cod. Pal. germ.; Cpg), mit Zusammenstellung der wichtigsten äußeren Daten.
Die Codices Palatini germanici sind die deutschsprachigen Handschriften der Bibliotheca Palatina, die nach wechselvoller Geschichte seit 1816 fast vollständig in der Universitätsbibliothek Heidelberg aufbewahrt werden; 1888 kam der letzte noch fehlende Bestandteil hinzu, der Codex Manesse (Cod. Pal. germ. 848).

## Liste der Handschriften Cod. Pal. germ. 200–299
Die Sprache aller Handschriften ist deutsch, es sei denn, es wäre ausdrücklich anders angegeben. Gleiches gilt für Handschriften mit lateinischen Titeln für deutsche Übersetzungen. Alle Codices sind normalerweise Handschriften, sollten es frühe Druckwerke oder Inkunabeln sein, ist dies angegeben.
Die Spalte ganz links verlinkt Wikipedia-Artikel zu den einzelnen Handschriften; die Spalte ganz rechts verlinkt die Startseiten der jeweiligen Digitalisate der Universitätsbibliothek Heidelberg.
| Cpg-Nr.               | Inhalte | Entstehungsort und -zeit | Material  | Blattzahl | Maße in cm                       | UB-Heidelberg |
| --------------------- | --- | --- | --------- | --------- | -------------------------------- | ------------- |
| Cpg 200               | Katharina Gräfin von Schwarzburg: Rezeptsammlung (medizinisch) | Blankenburg/Thüringen, 1565 | Papier    | 297 Blatt | 19,8 × 15,2                      | Digitalisat   |
| Cpg 201               | Burckhard Mithob u. a.: Rezeptsammlungen (medizinisch) | Mitteldeutschland, nach 1550 | Papier    | 194 Blatt | 19,4 × 15,5                      | Digitalisat   |
| Cpg 202               | Roßarzneien u. a. | Süddeutschland, 2. Hälfte 15. Jh. | Papier    | 70 Blatt  | 21,2 × 15,6                      | Digitalisat   |
| Cpg 203               | Ludwig Baumann: Gebetbuch (deutsch, griechische Schrift) | Augsburg, 1519 | Papier    | 74 Blatt  | 14,9 × 10,5                      | Digitalisat   |
| Cpg 204               | Rezeptsammlung (medizinisch) | Bayern (?), 4. Viertel 16. Jh. | Papier    | 287 Blatt | 30,4 × 14,9                      | Digitalisat   |
| Cpg 205               | (Pseudo-)Aurelius Augustinus: Meditationes (deutsch); Kommuniongebete u. a. | Schwaben, Mitte 15. Jh. | Pergament | 133 Blatt | 23,2 × 17,4                      | Digitalisat   |
| Cpg 206               | Albertus Magnus: De animalibus (deutsch, Auszüge); Glossar zu Pflanzennamen und medizinischen Begriffen (lateinisch/deutsch)                                                               | Heidelberg, 1404 | Papier    | 66 Blatt  | 19,9 × 14,5                      | Digitalisat   |
| Cpg 207               | Rezeptsammlung (medizinisch) | Amberg, 1567 | Papier    | 189 Blatt | 19,2 × 15,7                      | Digitalisat   |
| Cpg 208               | Johannes Möringer: Medizinisch-theologisches Memoriale | Amberg, 1566–1570 | Papier    | 190 Blatt | 20,5 × 14,8                      | Digitalisat   |
| Cpg 209               | Andreas Gentzsch: Kunst- und Arzneibuch | Dresden, 1581 | Papier    | 69 Blatt  | 19,4 × 15,2                      | Digitalisat   |
| Cpg 210               | Ambrosius Prechtl: Rezeptsammlung (medizinisch) | Regensburg (?), 1566/1567 | Papier    | 181 Blatt | 20,2 × 7,4                       | Digitalisat   |
| Cpg 211               | Roßarzneien; Sammlung tier- und humanmedizinischer Rezepte u. a. | Südwestdeutschland, um 1500 | Papier    | 58 Blatt  | 27,4 × 20                        | Digitalisat   |
| Cpg 212               | Hausbuch mit Sammlung von Zauber-, Scherz- und Hausrezepten sowie Segen u. a. (teilweise lateinisch)                                                                                       | Südwestdeutschland (Heidelberg?), 1. Hälfte 16. Jh.                                                                                     | Papier    | 86 Blatt  | 30 × 22                          | Digitalisat   |
| Cpg 213               | (1.) Fränkisches Arzneibuch; (2.) Sammlung medizinischer Traktate und Rezepte, Pelzbuch, Praktiken für Haus und Garten, Glossare, Aderlassregeln u. a.                                     | (1.) Bayern, um 1440; (2.) Bayern, um 1420                                                                                              | Papier    | 198 Blatt | 29,6 × 21                        | Digitalisat   |
| Cpg 214               | Speyrer Arzneibuch | Speyer, 1321 | Pergament | 61 Blatt  | 17,5 × 12                        | Digitalisat   |
| Cpg 215               | Klaus von Matrei: Arzneibüchlein | Bayern, um 1540 | Papier    | 71 Blatt  | 13,7 × 10,5                      | Digitalisat   |
| Cpg 216               | Hans Schiltberger: Reisebuch | Südwestdeutschland, um 1480 | Papier    | 100 Blatt | 20,8 × 15,3                      | Digitalisat   |
| Cpg 217               | Ludwig V. von der Pfalz: Buch der Medizin, neunter Band (Abschrift) | Kaiserslautern (?) / Heidelberg (?), nach 1580                                                                                          | Papier    | 264 Blatt | 31 × 21,3                        | Digitalisat   |
| Cpg 218               | Dorothea Susanne von Sachsen-Weimar (?) u. a.: Rezeptsammlungen (medizinisch) | Oberpfalz (Amberg?), um 1570 | Papier    | 146 Blatt | 31,5 × 20,4                      | Digitalisat   |
| Cpg 219               | Rezeptsammlung (medizinisch) | Augsburg, um 1535 (?) | Papier    | 65 Blatt  | 30,2 × 20,3                      | Digitalisat   |
| Cpg 220               | Beringer von Kotzau, Wilhelm Rascalon u. a.: Alchemistische Kunstbücher u. a. | Amberg (?), nach 1574 | Papier    | 92 Blatt  | 31,2 × 20,9                      | Digitalisat   |
| Cpg 221               | (1.) Regina David Zangenmeister (?), Hartmann Hartmann: Rezeptsammlungen (medizinisch); (2.) Georg Marius: Kommentar zu ärztlichen Konsilien                                               | (1.) Heidelberg, nach 1580; (2.) Heidelberg nach 1576 (?)                                                                               | Papier    | 113 Blatt | 31,5 × 20,7                      | Digitalisat   |
| Cpg 222               | Hausbuch | Kaiserslautern (?) / Heidelberg (?), um 1580                                                                                            | Papier    | 229 Blatt | 31,5 × 21,2                      | Digitalisat   |
| Cpg 223               | Dorothea von Mansfeld-Vorderort, Elisabeth von Pfalz-Lautern u. a.: Rezeptsammlungen (medizinisch); Elisabeth von Henneberg-Schleusingen: Schwangerschaftsregimen                          | Kaiserslautern (?) / Heidelberg (?) und andere Orte, 4. Viertel 16. Jh.                                                                 | Papier    | 222 Blatt | 31,9 × 20,5                      | Digitalisat   |
| Cpg 224               | Wilhelm Rascalon (?): Rezeptsammlung (medizinisch) | Heidelberg (?), nach 1583 | Papier    | 223 Blatt | 31,3 × 19,9                      | Digitalisat   |
| Cpg 225               | Rezeptsammlungen (medizinisch) | Kaiserslautern (?) / Heidelberg (?), 1570–1580                                                                                          | Papier    | 283 Blatt | 32,3 × 21,8                      | Digitalisat   |
| Cpg 226               | Sammlung von Rezepten sowie astronomischer und medizinischer Traktate | Elsass, 1456–1469 | Papier    | 281 Blatt | 30,9 × 21,7                      | Digitalisat   |
| Cpg 226a              | Apokalypse (lateinisch, Blockbuch) | Süddeutschland (?), vor 1469 | Papier    | 48 Blatt  | 30,8 × 22                        | Digitalisat   |
| Cpg 227               | Regina David Zangenmeister (?): Rezeptsammlung (medizinisch) | Heidelberg (?), nach 1580 | Papier    | 278 Blatt | 32 × 21                          | Digitalisat   |
| Cpg 228               | Rezeptsammlung (medizinisch); Rezeptregister | Kaiserslautern (?) / Heidelberg (?), Ende 16. Jh. (nach 1589?)                                                                          | Papier    | 138 Blatt | 31,9 × 20                        | Digitalisat   |
| Cpg 229               | Hausbuch | Regensburg, 1. Viertel 16. Jh. | Papier    | 160 Blatt | 32,5 × 11                        | Digitalisat   |
| Cpg 230               | Hausbuch | Regensburg, 1521 | Papier    | 101 Blatt | 30,8 × 10,9                      | Digitalisat   |
| Cpg 231               | Wilhelm Rascalon: Kräuterbuch und Rezeptsammlung | Kaiserslautern (?) / Heidelberg (?), um 1580                                                                                            | Papier    | 390 Blatt | 31,3 × 10,1                      | Digitalisat   |
| Cpg 232               | Federico Grisone: Gli ordini di cavalcare (deutsche Übersetzung: Joseph Hochstätter); Marstallordnung der Herzöge von Mantua                                                               | Augsburg (?), vor 1563 | Papier    | 124 Blatt | 31,9 × 21,9                      | Digitalisat   |
| Cpg 233               | Johannes de Rupescissa: De consideratione quintae essentiae (deutsch); u. a. | Westdeutschland, 4. Viertel 15. Jh. | Papier    | 38 Blatt  | 28,7 × 20,7                      | Digitalisat   |
| Cpg 234               | Kochbücher | Heidelberg (?), um 1580 | Papier    | 63 Blatt  | 31,1 × 21,2                      | Digitalisat   |
| Cpg 235               | Kochbücher | Amberg (?) / Heidelberg (?), 4. Viertel 16. Jh.                                                                                         | Papier    | 328 Blatt | 31,3 × 20,8                      | Digitalisat   |
| Cpg 236               | Rezeptsammlungen (medizinisch); Kochbuch | Kaiserslautern (?) / Heidelberg (?), nach 1565                                                                                          | Papier    | 182 Blatt | 31,8 × 21,5                      | Digitalisat   |
| Cpg 237               | Regina David Zangenmeister (?): Rezeptsammlung (medizinisch) | Heidelberg (?), um 1576 | Papier    | 213 Blatt | 31,6 × 21,3                      | Digitalisat   |
| Cpg 238               | Hans Beuttel, Wilhelm Rascalon, Anna von Hohenlohe-Neuenstein, Johann Ungnad zu Sonnegg u. a.: Rezeptsammlungen (medizinisch)                                                              | Heidelberg / Amberg / Kaiserslautern / weitere Orte (?), 4. Viertel 16. Jh.                                                             | Papier    | 206 Blatt | 31,4 × 21                        | Digitalisat   |
| Cpg 239               | Richard von Pfalz-Simmern (?), Martin Pfinzing, Wilhelm Rascalon u. a.: Rezeptsammlungen (medizinisch)                                                                                     | verschiedene Orte, 4. Viertel 16. Jh.                                                                                                   | Papier    | 264 Blatt | 31,3 × 20,5                      | Digitalisat   |
| Cpg 240               | Rezeptsammlung (medizinisch) | Kaiserslautern (?) / Heidelberg (?), vor 1590                                                                                           | Papier    | 182 Blatt | 31 × 20,8                        | Digitalisat   |
| Cpg 241               | (1.) Ordnung der Gesundheit; (2.) Roß der Arznei; (3.) Isaak Levi Jude Mayers Sohn zu Kreuznach: Rezeptsammlung (medizinisch)                                                              | (1.) Kurpfalz (?), 1536; (2.) Kurpfalz (?), um 1535; (3.) Kurpfalz (?), um 1535                                                         | Papier    | 111 Blatt | 29,9 × 20,2                      | Digitalisat   |
| Cpg 242               | Kunigunde Jakoba von Nassau-Dillenburg u. a.: Rezeptsammlungen (medizinisch) | Kaiserslautern (?) / Heidelberg (?), 1580–1586                                                                                          | Papier    | 172 Blatt | 31,5 × 21,3                      | Digitalisat   |
| Cpg 243               | Wilhelm Rascalon, Ursula von Falkenstein (?), Anna von Hohenlohe-Neuenstein (?) u. a.: Rezeptsammlungen (medizinisch)                                                                      | verschiedene Orte, um 1570 – um 1590 | Papier    | 228 Blatt | 31,1 × 20–20,5                   | Digitalisat   |
| Cpg 244               | Ludwig V. von der Pfalz: Buch der Medizin (dreizehnter Band) | Heidelberg, 1526–1544 | Pergament | 192 Blatt | 29,5 × 21,4                      | Digitalisat   |
| Cpg 245               | Hans Roller (genannt „Deumlein“), Helene von Hanau-Münzenberg: Rezeptsammlungen (medizinisch; teilweise lateinisch)                                                                        | Amberg, um 1574 | Papier    | 188 Blatt | 33,6 × 21,5                      | Digitalisat   |
| Cpg 246               | Rezeptsammlung | Kaiserslautern (?) / Heidelberg (?), um 1580                                                                                            | Papier    | 282 Blatt | 30,8 × 20,6                      | Digitalisat   |
| Cpg 247               | Heinrich Münsinger: Buch von den Falken, Habichten, Sperbern, Pferden und Hunden | Schwaben, um 1460 | Papier    | 96 Blatt  | 29 × 20,5                        | Digitalisat   |
| Cpg 248               | Regina David Zangenmeister (?): Rezeptsammlung | Heidelberg (?), nach 1580 | Papier    | 282 Blatt | 31,7 × 21                        | Digitalisat   |
| Cpg 249               | Sammlung medizinischer Rezepte und Traktate | Kaiserslautern (?) / Heidelberg (?), um 1580                                                                                            | Papier    | 253 Blatt | 31,1 × 20,7                      | Digitalisat   |
| Cpg 250               | Rezeptsammlung (medizinisch) | Kaiserslautern (?), 1580–1590 | Papier    | 179 Blatt | 30,3 × 19,5                      | Digitalisat   |
| Cpg 251               | Regina David Zangenmeister(?) u. a.: Rezeptsammlungen (medizinisch) | Heidelberg, 1576 | Papier    | 286 Blatt | 30,3 × 20,6                      | Digitalisat   |
| Cpg 252               | Florenz von Venningen u. a.: Rezeptsammlungen (medizinisch) | Heidelberg / Kaiserslautern, um 1580 | Papier    | 195 Blatt | 31,4 × 21,6                      | Digitalisat   |
| Cpg 253               | (1.) Rezeptsammlung (medizinisch); (2.) Ludwig V. von der Pfalz: Rezeptsammlung (medizinisch); (3.) Elisabeth von der Pfalz: Rezeptsammlung (medizinisch)                                  | (1.) Bayern (?), vor 1570; (2.) Heidelberg (?), nach 1576 (?) (3.) Heidelberg (?), nach 1576 (?)                                        | Papier    | 232 Blatt | 30,3 × 20,1                      | Digitalisat   |
| Cpg 254               | Rezeptsammlung (medizinisch) | Bayern (?), um 1570 | Papier    | 296 Blatt | 31,4 × 19,8                      | Digitalisat   |
| Cpg 255               | Roßarznei | Heidelberg, um 1510–1544 | Papier    | 574 Blatt | 28,7 × 21,5                      | Digitalisat   |
| Cpg 256               | Rezeptsammlung (medizinisch) | Kaiserslautern (?), um 1580 | Papier    | 800 Blatt | 30,4 × 20,6                      | Digitalisat   |
| Cpg 257               | Rezeptsammlung (medizinisch) | Kaiserslautern (?), um 1580 | Papier    | 883 Blatt | 32,3 × 20,3                      | Digitalisat   |
| Cpg 258               | Samuel Zimmermann: Dialogus | Augsburg, 1573 | Papier    | 180 Blatt | 28,6 × 21                        | Digitalisat   |
| Cpg 259               | Wolf von Breitenbach (?): Rezeptsammlung (medizinisch) | Amberg / Heidelberg, vor 1576/1580 | Papier    | 391 Blatt | 31 × 20,7                        | Digitalisat   |
| Cpg 260               | Rezeptsammlungen (medizinisch); Konsilien | Schwaben / Heidelberg, 1508 – nach 1551                                                                                                 | Papier    | 221 Blatt | 29,8 × 21,6                      | Digitalisat   |
| Cpg 261               | Ludwig V. von der Pfalz: Buch der Medizin, Band 1 (Bearbeitung von Gart der Gesundheit, Teil 1)                                                                                            | Heidelberg, 1526–1544 | Pergament | 232 Blatt | 29,5 × 21                        | Digitalisat   |
| Cpg 262               | Ludwig V. von der Pfalz: Buch der Medizin, Band 2 (Bearbeitung von Gart der Gesundheit, Teil 2)                                                                                            | Heidelberg, 1526–1544 | Pergament | 239 Blatt | 29,5 × 20,8                      | Digitalisat   |
| Cpg 263               | Ludwig V. von der Pfalz: Buch der Medizin, Band 3 | Heidelberg, 1526–1544 | Pergament | 284 Blatt | 29,7 × 21                        | Digitalisat   |
| Cpg 264               | Ludwig V. von der Pfalz: Buch der Medizin, Band 4 | Heidelberg, 1526–1544 | Pergament | 262 Blatt | 29,5 × 21                        | Digitalisat   |
| Cpg 265               | Ludwig V. von der Pfalz: Buch der Medizin, Band 5 | Heidelberg, 1526–1544 | Pergament | 213 Blatt | 29,5 × 21                        | Digitalisat   |
| Cpg 266               | Ludwig V. von der Pfalz: Buch der Medizin, Band 6 | Heidelberg, 1526–1544 | Pergament | 253 Blatt | 29,5 × 21                        | Digitalisat   |
| Cpg 267               | Ludwig V. von der Pfalz: Buch der Medizin, Band 7 | Heidelberg, 1526–1544 | Pergament | 245 Blatt | 29,5 × 20,7                      | Digitalisat   |
| Cpg 268               | Ludwig V. von der Pfalz: Buch der Medizin, Band 8 | Heidelberg, 1526–1544 | Pergament | 276 Blatt | 29,5 × 21                        | Digitalisat   |
| Cpg 269               | Ludwig V. von der Pfalz: Buch der Medizin, Band 9 | Heidelberg, 1526–1544 | Pergament | 280 Blatt | 29,3 × 21,1                      | Digitalisat   |
| Cpg 270               | Ludwig V. von der Pfalz: Buch der Medizin, Band 10 | Heidelberg, 1526–1544 | Pergament | 221 Blatt | 29,3 × 21                        | Digitalisat   |
| Cpg 271               | Ludwig V. von der Pfalz: Buch der Medizin, Band 11 | Heidelberg, 1526–1544 | Pergament | 312 Blatt | 29,7 × 20,5                      | Digitalisat   |
| Cpg 272               | Ludwig V. von der Pfalz: Buch der Medizin, Band 12 | Heidelberg, 1526–1544 | Pergament | 242 Blatt | 29,1 × 21                        | Digitalisat   |
| Cpg 273               | Johann Lange (?): Rezeptsammlung (medizinisch, deutsch: Joachim Strupp von Gelnhausen); Fragmente (Druckbögen)                                                                             | Heidelberg, 1583 | Papier    | 369 Blatt | 30,4 × 20,4                      | Digitalisat   |
| Cpg 274               | Georg Prell: Rezeptsammlung (medizinisch) | Regensburg, 1520–1530 | Papier    | 244 Blatt | 31,9 × 10,9                      | Digitalisat   |
| Cpg 275               | Johannes Sturio, Andreas Brem: Rezeptsammlungen (medizinisch) | Oberpfalz (Amberg [?]), um 1575 | Papier    | 330 Blatt | 33,3 × 21                        | Digitalisat   |
| Cpg 276               | Rezeptsammlung (medizinisch) | Amberg (?) / Heidelberg (?), 4. Viertel 16. Jh.                                                                                         | Papier    | 94 Blatt  | 31,3 × 21                        | Digitalisat   |
| Cpg 277               | Regina David Zangenmeister (?): Rezeptsammlung (medizinisch); Hartmann Hartmann: Rezeptsammlung (medizinisch, Kochrezepte, technologisch-praktische Rezepte)                               | Heidelberg (?), nach 1580 | Papier    | 286 Blatt | 32 × 21,5                        | Digitalisat   |
| Cpg 278               | Arzneimittelverzeichnisse | Kaiserslautern (?) / Heidelberg (?), 4. Viertel 16. Jh. (Ende 1580er Jahre)                                                             | Papier    | 269 Blatt | 31,6 × 19,8                      | Digitalisat   |
| Cpg 279               | Sammlung medizinischer, astronomischer und astrologischer Traktate und Rezepte | Bodenseeraum (?), 1536–1538 | Papier    | 168 Blatt | 31 × 22,7                        | Digitalisat   |
| Cpg 280               | (1.) Rezeptsammlung (medizinisch) (2.) Rezeptsammlung (medizinisch) | (1.) Süddeutschland (?), 1528 (2.) Süddeutschland (?), um 1540                                                                          | Papier    | 62 Blatt  | (1.) 33,5 × 21,4; (2.) 32,3 × 22 | Digitalisat   |
| Cpg 281               | Heinrich Münsinger: Buch von den Falken, Habichten, Sperbern, Pferden und Hunden; Hartmann von Stockheim u. a.: Roßarzneien                                                                | Heidelberg (?), nach 1508 | Papier    | 218 Blatt | 31,3 × 22                        | Digitalisat   |
| Cpg 282               | Rezeptsammlungen (medizinisch) | Süddeutschland, nach 1585 / Südwestdeutschland, zwischen 1583 und 1589                                                                  | Papier    | 238 Blatt | 32,2 × 21,7                      | Digitalisat   |
| Cpg 283               | Rezeptsammlung (medizinisch, zum Teil lateinisch) | Südwestdeutschland, um 1570 | Papier    | 170 Blatt | 30,4 × 21,4                      | Digitalisat   |
| Cpg 284               | Rezeptsammlungen (medizinisch) | Amberg, um 1565 | Papier    | 120 Blatt | 30,8 × 20,5                      | Digitalisat   |
| Cpg 285               | Rezeptsammlung (medizinisch) | Kaiserslautern (?) / Heidelberg (?), nach 1580                                                                                          | Papier    | 208 Blatt | 31 × 20,8                        | Digitalisat   |
| Cpg 286               | Konrad von Megenberg: Buch der Natur; Gottfried von Franken: Pelzbuch (Auszug aus Fassung B)                                                                                               | Schwaben, 1442 | Papier    | 217 Blatt | 27,5 × 19,9                      | Digitalisat   |
| Cpg 287               | Rezeptsammlung (medizinisch) | Kaiserslautern (?) / Heidelberg (?), um 1580                                                                                            | Papier    | 280 Blatt | 31,6 × 20,2                      | Digitalisat   |
| Cpg 288               | Rezeptsammlung (medizinisch) | Kaiserslautern (?) / Heidelberg (?), Ende 16. Jh.                                                                                       | Papier    | 287 Blatt | 30,7 × 19,9                      | Digitalisat   |
| Cpg 289               | Rossarznei | Kaiserslautern (?) / Heidelberg (?), um 1588                                                                                            | Papier    | 178 Blatt | 31,2 × 20,3                      | Digitalisat   |
| Cpg 290               | Konrad VI. Kolb von Wartenberg: Rezeptsammlung (medizinisch) | Heidelberg (?), 1587 | Papier    | 280 Blatt | 32,3 × 20,2                      | Digitalisat   |
| Cpg 291               | Iatromathematisches Hausbuch; Gebete und Betrachtungen u. a. | Bayern, nach 1477 / vor 1496 | Pergament | 116 Blatt | 28,9 × 19,2                      | Digitalisat   |
| Cpg 292               | Rezeptsammlung (medizinisch, zum Teil lateinisch) | Kaiserslautern (?), um 1570 | Papier    | 286 Blatt | 19,9 × 15,5                      | Digitalisat   |
| Cpg 293               | Kochbuch | Nürnberg (?), um 1550 | Papier    | 279 Blatt | 18,7 × 14,2                      | Digitalisat   |
| Cpg 294               | Hieronymus Bock (?): Alchemistisches Kunstbuch | Südwestdeutschland, um 1550 | Papier    | 146 Blatt | 19,4 × 15,8                      | Digitalisat   |
| Cpg 295               | Paracelsus: De natura rerum (deutsch), Manuale de lapide philosophico medicinali (deutsch), De praeparationibus (deutsch) u. a.; Geber Latinus (?): De lapide philosophorum                | Oberpfalz (?), um 1573 | Papier    | 128 Blatt | 19,7 × 15,9                      | Digitalisat   |
| Cpg 296               | (1.) Andreas Pfeil: Bergrecht (mit Anschreiben); (2.) Georg Rüxner: Anschreiben zu Turnierbuch; (3.) Christoffel Federlein: Rezeptsammlung (medizinisch) (4.) Rezeptsammlung (medizinisch) | (1.) St. Joachimstal (Jáchymov), 1566; (2.) Simmern (?), Ende 16. Jh.; (3.) Kaiserslautern (?), 1580–1590; (4.) Heidelberg (?), um 1590 | Papier    | 61 Blatt  | 32,3 × 20,8                      | Digitalisat   |
| Cpg 297               | Iordanus Rufus: Hippiatria; Haartraktat | Süddeutschland, um 1470 | Papier    | 165 Blatt | 14,3 × 10,6                      | Digitalisat   |
| Cpg 298 olim: Cpg 831 | (1.) Ambrosius Blarer: Predigten; (2.) Adam Werner von Themar: Übersetzungen; (3.) Kalender u. a.                                                                                          | (1.) Augsburg, 1550 (2.) Heidelberg, 1502/1503 (3.) Bayern, 1. Hälfte 15. Jh.                                                           | Papier    | 152 Blatt | 31 × 22                          | Digitalisat   |
| Cpg 299               | Rezeptsammlungen (medizinisch) | Kaiserslautern (?) / Heidelberg (?), nach 1575 – nach 1580                                                                              | Papier    | 92 Blatt  | 30,7 × 21,4                      | Digitalisat   |